# Odette Assembe Engoulou
Odette Assembe Engoulou, née le 25 septembre 1970, est une dirigeante sportive camerounaise. Elle prend la présidence de la fédération camerounaise de badminton en 2012 puis l'année suivante intègre le comité national olympique du Cameroun y étant vice-présidente. En 2015, elle intègre le conseil de la confédération africaine de badminton. En 2020, elle est nommée au sein du Comité international olympique.

## Carrière
Titulaire de diplômes d'études supérieures en droit des affaires, en politiques et négociations commerciales, Odette Assembe Engoulou a longtemps travaillé pour les Aéroports du Cameroun avant de se tourner vers les secteurs de la restauration et des travaux publics.
Elle est nommée le 26 juin 2019 en tant que membre du Comité international olympique tout comme son compatriote le Colonel Hamad Kalkaba Malboum, et rejoignent au sein du CIO Issa Hayatou, membre honoraire du CIO depuis 2017.